# Hornswoggle
Hornswoggle, właśc. Dylan Postl (ur. 29 maja 1986 w Oshkosh) – amerykański zawodowy zapaśnik oraz menedżer wrestlingowy.
Cierpi na karłowatość. Występował w federacji World Wrestling Entertainment. 21 grudnia 2007 został oficjalną maskotką tag teamu D-Generation X i pozostał nim aż do rozpadu drużyny. Był ostatnim posiadaczem pasa WWE Cruiserweight Championship. Na Bragging Rights 2010 był maskotką SmackDown.
W 2014 roku wystąpił w filmie Leprechaun: Origins.
W 2016 roku został zwolniony z WWE.

## Osiągnięcia
3x WWE Cruiserweight Championship